# Amanda Lindgren
Amanda Emma Sofia Lindgren, född den 12 mars 2001 i Karlskoga, är en svensk moderat politiker.
Amanda Lindgren studerade teknikprogrammet på Möckelngymnasiet när hon engagerade sig i Moderata ungdomsförbundet. Ett par år senare var hon med och startade upp ungdomsavdelningen i Degerfors-Karlskoga, där hon sedermera blev ordförande. År 2020 blev hon invald som ledamot i rikskommittén för Moderat skolungdom, och året därpå utsågs hon till distriktsordförande för Moderata ungdomsförbundet i Örebro län.
Amanda Lindgren ställde upp i valet till Karlskogas kommunfullmäktige inför valet 2022, röstades in som ledamot och blev ordförande i två nämnder, Kultur- och fritidsnämnden samt Folkhälsonämnden. Hon slutade då som distriktsordförande, men började arbeta med politik på heltid.
Hon utsågs till ledamot i den nationella arbetsgruppen för Moderaternas miljöpolitik som startades 2024.
Amanda Lindgren var engagerad i projektet Mötesplats Kupolen och arbetade där som verksamhetsutvecklare under 2021 och 2022. Mötesplats Kupolen var initierat av Karlskoga Ungdomsfullmäktige och där skapades ett Ungdomens hus och en plats för "digitalt skapande", som ursprungligen var tänkt att drivas av Trainstation. Inför valet 2022 var hon kritisk till Moderaternas närmande till Sverigedemokraterna. Hon menade att hon har en mer liberal syn än moderpartiet, och att det ligger i linje med att vara ungdomspolitiker.